# Elena Reynaga

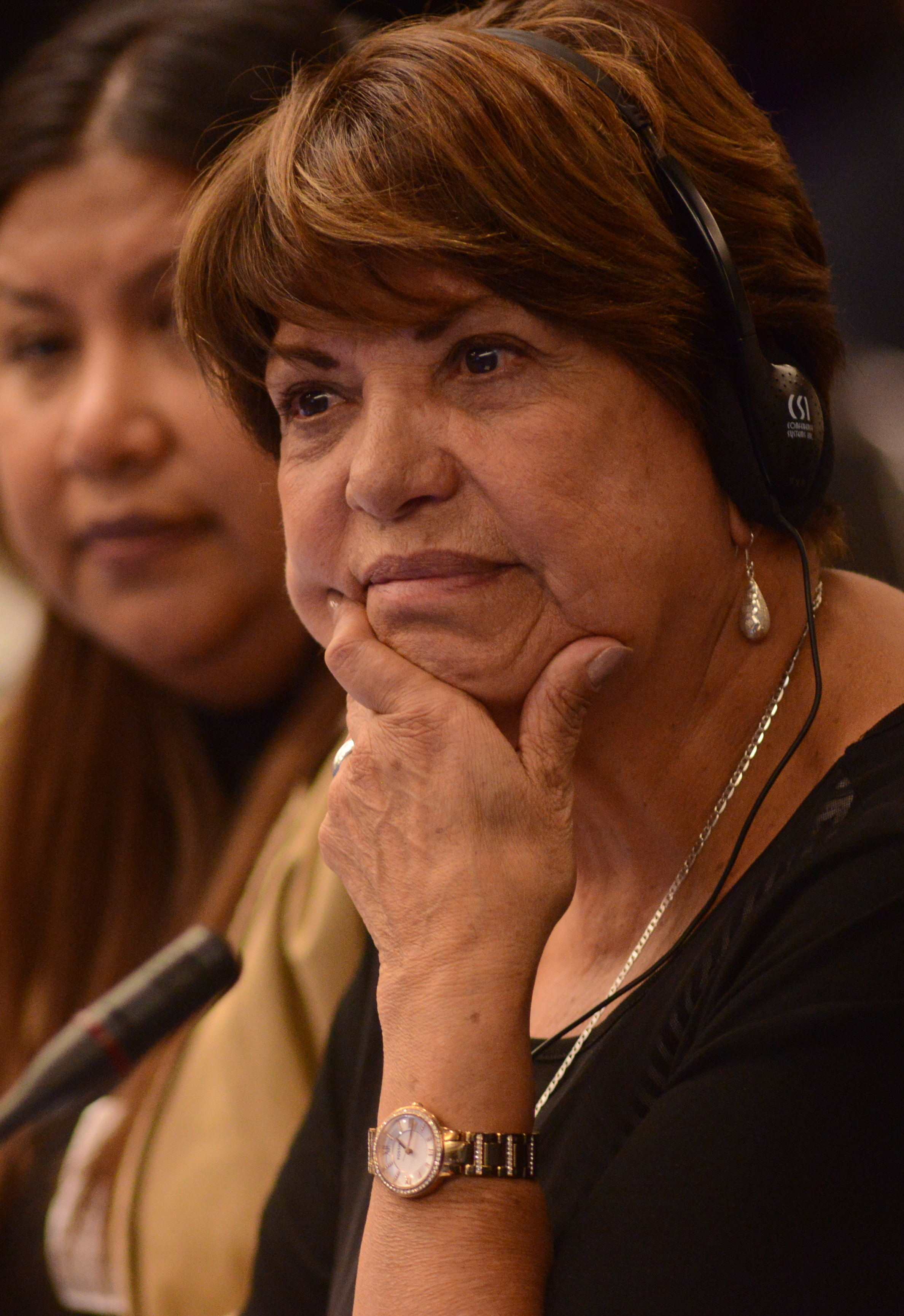
Elena Reynaga
(2017), Daniel Cima/CIDH

Elena Eva Reynaga (San Salvador de Jujuy, 8 september 1953) is een voormalig sekswerker en vrouwenrechtenactivist die campagne voert voor de rechten van sekswerkers. Ze is een van de oprichters van de Vereniging van prostituees van Argentinië (Asociación mujeres meretrices de Argentina, AMMAR) en Uitvoerend Secretaris van het Netwerk van Vrouwelijke Sekswerkers van Latijns-Amerika en de Caribbean (Red de Mujeres Trabajadoras Sexuales de Latinoamérica y Caribe, RedTraSex).

## Activisme
Reynaga was 19 toen ze zelf als sekswerker begon. Nadat zij het slachtoffer werd van institutioneel geweld en meerdere keren in de gevangenis terecht kwam in Argentinië, reisde ze naar Spanje om daar te werken. Ze keerde terug naar Argentinië maar ervoer nog steeds veel geweld van de politie als sekswerker. Daarom richtte zij samen met anderen AMMAR op in 1994.

#### AMMAR
AMMAR vertegenwoordigt sekswerkers vanaf 18 jaar die onafhankelijk op straat werken en verdedigt hun rechten in vijftien landen. De fundamentele doelstelling van AMMAR is dat de staat sekswerk erkent als legitiem en legaal werk zodat zij mensen- en arbeidsrechten genieten, maar ook om misbruik, criminaliteit en exploitatie tegen te gaan. Volgens de organisatie zijn er 41 leden van AMMAR tussen 1996 en 2001 vermoord. AMMAR opereert als vakbond en is sinds 1995 lid van de Centrale voor Argentijnse Werkers (Central de Trabajadores de la Argentina) en sinds 1997 ook onderdeel van RedTraSex waarvan Reynaga sinds 1999 Uitvoerend Secretaris is.

#### Hoge Hakken Beweging
Reynaga werkte ook mee aan Un Movimiento de Tacones Altos (De Hoge Hakken Beweging), een handleiding voor het verdedigen van de rechten van sekswerkers. Uitgegeven in 2007.

#### Gezondheid
Daarnaast voerde Reynaga ook nog campagne over gezondheidsgerelateerde kwesties zoals hiv en aids. Volgens haar helpt het niet om slechts condooms uit te delen en voorlichting te geven. Er moet meer gebeuren. Ze was in 2008 de eerste die de rechten van sekswerkers aankaartte in de plenaire vergadering van de Internationale AIDS Conferentie. Ze vroeg om betere werkomstandigheden, educatie, gezondheidszorg, erkenning van sekswerk als werk en vroeg de aanwezigen sekswerkers niet als het probleem te zien, maar als onderdeel van de oplossing.

## Erkenning
In 2009 werd Reynaga erkend door de wetgever van Buenos Aires als "Uitzonderlijk Publiek Figuur voor de Mensenrechten van vrouwen" ("Personalidad Destacada de los Derechos Humanos de las Mujeres"). In 2014 werd ze erkend door de Argentijnse senaat voor haar werk voor mensenrechten en leiderschap tegen discriminatie en stigma, net als de reclamatie van vrouwelijke sekswerkers als arbeiders. In 2016 werd ze gekozen in een VN vrouwen adviesraad (UN Women advisory board).